# Divergence (film)
Divergence je americký film z roku 2014 režiséra Neila Burgera, založený na stejnojmenné knize od Veronicy Roth. Jedná se o první filmové zpracování knižní série Divergence, které produkovali Lucy Fisher, Pouya Shabazian a Douglas Wick se scénářem od Evana Daughertyho a Vanessy Taylor. V hlavních rolích se objevili Shailene Woodley, Theo James, Zoë Kravitz, Ansel Elgort, Maggie Q, Jai Courteney, Miles Teller a Kate Winslet. Světová premiéra filmu proběhla 18. března 2014 v Los Angeles, do kin v České republice film vstoupil 1. května téhož roku.

## Obsah filmu
Příběh se odehrává v antiutopické postapokalyptické verzi Chicaga, kde jsou lidé po dni svých šestnáctých narozenin rozděleni do pěti frakcí podle jejich lidských kvalit, a to na Mírumilovné, Upřímné, Sečtělé, Odevzdané a Neohrožené. Jedna z dívek, Beatrice Prior, má předpoklady pro více frakcí (je Divergentní), čímž se stává pro systém nebezpečnou. Zároveň se také dozvídá, že ve zdánlivě dokonalé společnosti se připravuje jedno zlověstné spiknutí.

## Obsazení
| Shailene Woodley    | Beatrice „Tris“ Prior |
| Theo James          | Tobias „Čtyřka“ Eaton |
| Ansel Elgort        | Caleb Prior           |
| Tony Goldwyn        | Andrew Prior          |
| Ashley Judd         | Natalie Prior         |
| Ray Stevenson       | Marcus Eaton          |
| Kate Winslet        | Jeanine Matthews      |
| Zoë Kravitz         | Christina             |
| Maggie Q            | Tori Wu               |
| Jai Courtney        | Eric                  |
| Mekhi Phifer        | Max                   |
| Miles Teller        | Peter                 |
| Ben Lamb            | Edward                |
| Ben Lloyd-Hughes    | Will                  |
| Christian Madsen    | Al                    |
| Amy Newbold         | Molly Atwood          |
| Justine Wachsberger | Lauren                |

## Přijetí
Film vydělal 150,9 milionů dolarů v Severní Americe a 137,8 milionů dolarů v ostatních oblastech, celkově tak vydělal 288,8 milionů dolarů po celém světě. Rozpočet filmu činil 85 milionů dolarů. Za první promítací den utržil 22,8 milionů dolarů a za první víkend 54,6 milionů dolarů.
Na recenzní stránce Rotten Tomatoes získal z 200 započtených recenzí 40 procent s průměrným ratingem 5,4 bodů z deseti. Na serveru Metacritic snímek získal z 38 recenzí 48 bodů ze sta. Na Česko-Slovenské filmové databázi snímek získal 65% a drží si pozici 214. nejoblíbenějšího filmu.

## Pokračování
Pokračování filmu, s názvem Rezistence (v originálním názvu Insurgent), mělo premiéru ve Spojených státech dne 20. března 2015. Jedná se o filmové zpracování druhé knihy z série Divergence. Poslední kniha, s názvem Aliance, měla být rozdělena na dva filmy. Nakonec měla část Aliance premiéru v březnu 2016.

## Ocenění a nominace
| Ocenění                       | Kategorie                             | Nominovaný                            | Výsledek  |
| ----------------------------- | ------------------------------------- | ------------------------------------- | --------- |
| Critics' Choice Movie Awards  | nejoblíbenější herečka (akční film)   | Shailene Woodley                      | nominace  |
| Filmová cena MTV              | nejoblíbenější postava                | Beatrice Prior                        | vítězství |
| People's Choice Awards        | nejoblíbenější akční film             |                                       | vítězství |
| People's Choice Awards        | nejoblíbenější herečka (akční film)   | Shailene Woodley                      | nominace  |
| People's Choice Awards        | nejoblíbenější filmové duo            | Shailene Woodley a Theo James         | vítězství |
| Teen Choice Awards            | nejlepší film (akční)                 |                                       | vítězství |
| Teen Choice Awards            | nejlepší herec (akční film)           | Theo James                            | vítězství |
| Teen Choice Awards            | nejlepší herečka (akční film)         | Shailene Woodley                      | vítězství |
| Teen Choice Awards            | nejlepší filmový zloduch              | Kate Winslet                          | nominace  |
| Teen Choice Awards            | objev roku                            | Theo James                            | nominace  |
| Visual Effects Society Awards | nejlepší vizuální efekty (akční film) | Jim Berney, Greg Baxter, Matt Dessero | nominace  |
| Young Hollywood Awards        | nejoblíbenější herec                  | Theo James                            | nominace  |
| Young Hollywood Awards        | nejoblíbenější herečka                | Shailene Woodley                      | nominace  |
| Young Hollywood Awards        | nejlepší filmový pár                  | Shailene Woodley and Theo James       | nominace  |
| Young Hollywood Awards        | nejlepší chemie (film)                |                                       | nominace  |
| Young Hollywood Awards        | nejlepší film                         |                                       | nominace  |